# Asclepias solstitialis
Asclepias solstitialis är en oleanderväxtart som beskrevs av A. Cheval.. Asclepias solstitialis ingår i släktet sidenörter, och familjen oleanderväxter. Inga underarter finns listade i Catalogue of Life.